# Teresa Wright
Teresa Wright (27. listopada 1918. – 6. ožujka 2005.), američka filmska, televizijska i kazališna glumica, dobitnica Oscara za najbolju sporednu glumicu (1942. godine). 

## Životopis
Rođena je kao Muriel Teresa Wright u New Yorku. Odrasla je u Maplewoodu, država New Jersey, gdje je počela glumiti u kazalištu. Vratila se u New York i nastavila nastupati na Broadwayju, sve do 1941. godine, kada ju je otkrio hollywoodski producent Samuel Goldwyn. 
Goldwyn je Wrightovoj dao ulogu kćeri Bette Davis u filmu Male lisice (The Little Foxes), kao i ugovor na pet godina. Sjajan nastup Terese Wright nije prošao nezamijećeno: Akademija joj je, za njenu debitantsku ulogu, dodijelila nominaciju za Oscara za najbolju sporednu glumicu (te je godine Oscara osvojila Mary Astor). Sljedeće je godine ponovo bila nominirana, i to za najbolju glumicu (Ponos Yankeeja) i za najbolju sporednu glumicu (Gđa. Miniver), te je dobila potonju nagradu. Do danas je Teresa Wright jedina glumica koja je nominirana za Oscara za svoja prva tri filma.
Sljedeće, 1943. godine, Wright je nastupila u Hitchcockovoj Sjeni sumnje (The Shadow of a Doubt). Nakon još nekoliko zapaženih uloga tijekom 1940-ih i 1950-ih, kao što su Najbolje godine naših života (The Best Years of Our Lives, 1946.) i Ljudi (The Men, 1950.), njena karijera je krenula silaznom putanjom, nakon svađe s Goldwynom i raskidom ugovora s njegovim studijem. Ukupno je tijekom karijere, u rasponu od 56 godina, ostvarila 39 filmskih i TV uloga, jako malo u usporedbi s drugim glumicama njene generacije. Razlog je dijelom i u tome što se Wright vratila kazalištu. Posljednja joj je uloga bila 1997. godine u filmu The Rainmaker Francisa Forda Coppole, snimljenom prema romanu Johna Grishama.
Teresa Wright je umrla 2005. od srčanog udara u 87. godini života.

## Vanjske poveznice
- Teresa Wright u internetskoj bazi filmova IMDb-u (engl.)